# Royal Society of Literature
Die Royal Society of Literature ist eine britische literarische Gesellschaft mit Sitz im Somerset House in London. Ihr Ziel ist die Förderung der britischen Literatur.

## Geschichte und Aufgaben
Die Gesellschaft wurde im Jahr 1820 von König Georg IV. zur „Anerkennung literarischer Verdienste und Anregung literarischen Talents“ gegründet. Zu diesem Zweck organisiert sie öffentliche Lesungen, Vorträge und Debatten, wirbt für die Unterstützung und Anerkennung von Schriftstellern, für die Erhaltung öffentlicher Bibliotheken und verleiht Preise an junge und etablierte Autoren. Zudem werden gelegentlich Kurse für kreatives Schreiben angeboten.
Schirmherrin der Gesellschaft ist Königin Camilla, Präsidentin ist Marina Warner.

## Präsidenten
- 1820–1832: Thomas Burgess (1756–1837)
- 1832–1833: George Agar-Ellis (1797–1833)
- 1834–1845: Frederick Robinson (1782–1859)
- 1845–1849: Henry Hallam (1777–1859)
- 1849–1851: Spencer Compton (1790–1851)
- 1851–1856: George Howard (1802–1864)
- 1856–1875: Connop Thirlwall (1797–1875)
- 1876–1884: Prinz Leopold (1853–1884)
- 1885–1893: Patrick Colquhoun (1815–1891)
- 1893–1920: Hardinge Giffard (1823–1921)
- 1921–1945: Robert Crewe-Milnes (1858–1945)
- 1946–1947: Victor Bulwer-Lytton (1876–1947)
- 1947–1982: Rab Butler (1902–1982)
- 1982–1988: Angus Wilson (1913–1991)
- 1988–2003: Roy Jenkins (1920–2003)
- 2003–2008: Michael Holroyd (* 1935)
- 2010–2017: Colin Thubron (* 1939)
- seit 2017: Marina Warner (* 1946)

## Mitgliedschaft
Zu den Mitgliedern (MRSL) zählen zahlreiche bedeutende Autoren. Eine Bewerbung steht jedem offen.
Fellow (FRSL) kann nur werden, wer mindestens zwei Bücher veröffentlicht hat, von zwei oder mehr gegenwärtigen Fellows vorgeschlagen und aus allen Nominierten vom Präsidenten, den Vizepräsidenten und dem Rat der Gesellschaft gewählt wird. Jährlich werden etwa 15 Personen in den Kreis gewählt oder seltener auch ehrenhalber aufgenommen. Die Gesellschaft hat etwa 500 Fellows; neben Literaten auch Historiker, Biographen, Literaturkritiker und Drehbuchautoren, die alle auf Englisch schreiben, aber nicht zwingend Briten sind. Unter den derzeitigen Fellows finden sich u. a. Amitav Ghosh, Tom Stoppard, Philip Pullman, Ben Okri, Carol Ann Duffy, Vikram Seth, Hilary Spurling, Donald Adamson, Zadie Smith, Anna Burns und Prinz Charles.
Um sich der Kritik einer Überalterung zu stellen, nahm die Gesellschaft 2018 vierzig unter Vierzigjährige auf.

## Preise und Auszeichnungen
Die Royal Society of Literature verleiht den jährlichen Ondaatje Prize für ein Werk der Lyrik, Belletristik oder Sachliteratur, das besonders herausragend den Geist eines Ortes evoziert. Gemeinsam mit der Jerwood Charitable Foundation werden jährlich drei Jerwood Awards für Erstlingswerke im Bereich der Sachliteratur vergeben. Seit 2016 wird der seit 1990 bestehende Encore Award für herausragende zweite Romane von der RSL ausgerichtet. Mit dem V. S. Pritchett Memorial Prize wird jedes Jahr eine unveröffentlichte Kurzgeschichte ausgezeichnet. Die Benson Medal wird an Autoren für ihr Lebenswerk verliehen. Bis 2003 wurde der Winifred Holtby Memorial Prize für den besten Regionalroman eines Jahres vergeben.
Außerdem ernennt die Gesellschaft seit 1961 Autoren zu Companions of Literature; bis zu zwölf Autoren halten diesen Titel zur gleichen Zeit. Zu Companions ernannt wurden:
- 1961: Winston Churchill (1874–1965); E. M. Forster (1879–1970); John Masefield (1878–1967); William Somerset Maugham (1874–1965); George Macaulay Trevelyan (1876–1962)
- 1962: Edmund Blunden (1896–1974); Aldous Huxley (1894–1963)
- 1963: Edith Sitwell (1887–1964); Evelyn Waugh (1903–1966)
- 1964: Elizabeth Bowen (1899–1973); Cecil Day-Lewis (1904–1972)
- 1967: Osbert Sitwell (1892–1969)
- 1968: John Betjeman (1906–1984); Ivy Compton-Burnett (1884–1969); Compton Mackenzie (1883–1972); Rebecca West (1892–1983)
- 1972: David Cecil (1902–1986); Cyril Connolly (1903–1974); L. P. Hartley (1895–1972); Angus Wilson (1913–1991)
- 1974: Ruth Pitter (1897–1992); Kenneth Clark (1903–1983); Arthur Koestler (1905–1983)
- 1978: Philip Larkin (1922–1985); David Garnett (1892–1981); Stephen Spender (1909–1995)
- 1983: Samuel Beckett (1906–1989); William Golding (1911–1993); Graham Greene (1904–1991)
- 1987: Rosamond Lehmann (1901–1990); Iris Murdoch (1919–1999); V. S. Pritchett (1900–1997); Steven Runciman (1903–2000)
- 1991: Anthony Burgess (1917–1993); Seamus Heaney (1939–2013); Patrick Leigh Fermor (1915–2011); Muriel Spark (1918–2006)
- 1994: Sybille Bedford (1911–2006); V. S. Naipaul (1932–2018); William Trevor (1928–2016)
- 1998: Dennis Joseph Enright (1920–2002); Harold Pinter (1930–2008)
- 2001: Charles Causley (1917–2003); Doris Lessing (1919–2013)
- 2004: Michael Holroyd (* 1935); Tom Stoppard (* 1937)
- 2007: Michael Frayn (* 1933); Peter Porter (1929–2010)
- 2012: Brian Friel (1929–2015); Margaret Atwood (* 1939); Alice Munro (1931–2024)
- 2020: Anita Desai (* 1937); Kazuo Ishiguro (* 1954); Hilary Mantel (1952–2022); Edna O’Brien (1930–2024); Philip Pullman (* 1946); Colin Thubron (* 1939)

## Publikation
Die Royal Society of Literature verlegt vierteljährlich:
- RSL – Royal Society of Literature Review